# Biblioteca Lucchesiana
La Biblioteca Lucchesiana è una biblioteca situata nel centro storico della città di Agrigento, in Sicilia.
La biblioteca nasce nel 1765 grazie all'opera del vescovo di Agrigento, Andrea Lucchesi Palli, membro della famiglia principesca dei Lucchese Palli. Il vescovo lasciò la biblioteca in eredità agli agrigentini.
Nel 2020 la biblioteca è dotata di più di 60.000 volumi, manoscritti, codici miniati e incunaboli.

## Storia

### La nascita della biblioteca
Nel XVIII secolo fu costruita, nel centro della città di Agrigento in via Duomo, una serie di palazzi tra cui il complesso dei Padri Liguorini, il Palazzo vescovile e numerose dimore signorili. La conformazione generale della via, rimasta poi inalterata, fu data per volontà dei vescovi, spinti dal desiderio di riaffermare la supremazia della diocesi sulla città. In particolare, al vescovo Andrea Lucchesi Palli si deve la ristrutturazione del Palazzo vescovile e la costruzione, nel 1765, della Biblioteca Lucchesiana in posizione adiacente al Palazzo.
Nei primi anni di vita, la biblioteca godette di notevole prestigio e prosperità, grazie soprattutto alla mole notevole di libri e oggetti donati dal vescovo. Questi, infatti, già da diversi anni possedeva una vasta collezione di volumi (circa 20.000 tra libri di scienze, diritto, teologia e letteratura), e rari oggetti antichi, come gemme, pietre dure, antiche monete romane, greche e siciliane: il tutto fu reso disponibile agli studiosi per la consultazione.
Il vescovo donò alla biblioteca anche mobili, come tavoli di lettura e scaffalature pregiate, e fece incidere sul marmo il regolamento d'uso della Biblioteca, che era gestita da una delegazione di canonici.
(regolamento d'uso della biblioteca, stilato da Andrea Lucchesi Palli e inciso sulla lapide all'ingresso)

### La decadenza
Nel 1768, con la morte del vescovo, si scatenò una contesa tra l'amministrazione della biblioteca e la famiglia dei Lucchese Palli, che si risolse con l'affidamento del patrimonio scientifico all'amministrazione e di quello finanziario agli eredi della famiglia principesca.
I primi segni del decadimento della struttura iniziarono a vedersi nel periodo che va dal 20 giugno 1862 al 10 marzo 1899, in cui l'amministrazione era affidata al Comune di Agrigento. In tale periodo, infatti, si verificarono perdite importanti, come la dispersione e la scomparsa di alcuni manoscritti greci, arabi e latini e di alcuni elementi del patrimonio antiquario della biblioteca. Da questo periodo in avanti, la biblioteca fu gestita malamente e con scarse risorse fino alla seconda metà del XX secolo.

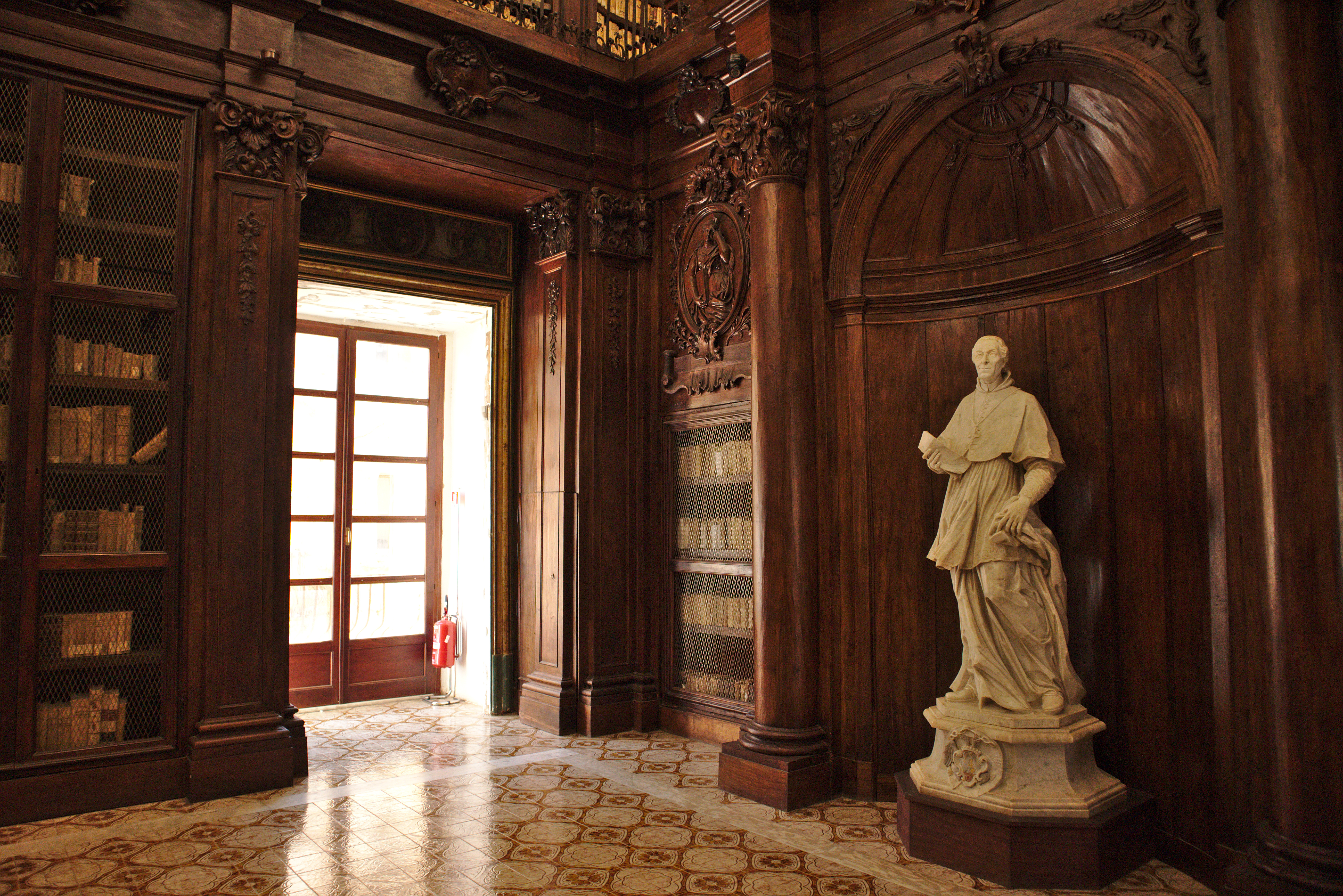
Parte del grande salone interno, con la statua raffigurante Andrea Lucchesi Palli.

Un primo tentativo di restaurare la biblioteca fu fatto nel secondo dopoguerra, ma fu interrotto da una serie di eventi che la coinvolsero negli anni sessanta. Primo tra questi, un'infestazione di termiti che colpì la biblioteca nel 1963, e che fece crollare completamente il tetto del salone principale e delle due stanze adiacenti.
Successivamente, la frana di Agrigento del 1966 e dopo pochi anni il terremoto del Belice del 1968 provocarono l'interruzione definitiva dei lavori di restauro e il conseguente trasferimento dei volumi nel museo civico. Il tetto della sala di lettura rimase scoperchiato fino ai lavori di restauro del decennio successivo.

### Il restauro e la riscoperta
Nel 1978, i lavori di consolidamento ripresero, dando anche l'opportunità alla Soprintendenza dei beni librari della Sicilia occidentale di catalogare e censire i libri che erano stati spostati al museo civico. La biblioteca fu riaperta ufficialmente al pubblico nel 1990.

## Riferimenti nella letteratura
(Luigi Pirandello, Il fu Mattia Pascal)
La maggior parte dei riferimenti letterari alla Biblioteca Lucchesiana si trova nelle opere di Luigi Pirandello.
Il primo approccio con la biblioteca è riportato in una lettera del 1889 scritta dal giovane Pirandello, ai tempi ancora studente universitario, indirizzata al suo professore di Filologia dell'Università di Roma, che lo aveva incaricato di cercarvi alcuni antichi manoscritti arabi. Nella lettera, lo scrittore afferma che i manoscritti erano "ridotti a tale stato da non poterne in alcuni casi far conto e copia", e racconta di come, dai bibliotecari, egli fosse visto quasi come un fastidio.
Nelle prime pagine de Il fu Mattia Pascal, quindici anni dopo, Pirandello traccia un profilo ironico e caricaturale della Biblioteca Lucchesiana, memore di quanto accaduto anni prima, dando anche spazio alla fantasia: l'anno della donazione diventa infatti il 1803 e il vescovo Lucchesi Palli diventa un certo monsignor Boccamazza. Critica anche, con ironica delusione, la mancanza di cure e attenzioni per la biblioteca da parte degli agrigentini, affermando: "è ben chiaro che questo monsignore dovette conoscer poco l'indole e le abitudini de' suoi concittadini; o forse sperò che il suo lascito dovesse col tempo e con la comodità accendere nel loro animo l'amore per lo studio. Finora, ne posso rendere testimonianza, non si è acceso: e questo dico in lode de' miei concittadini."
Altri riferimenti alla Lucchesiana possono essere trovati in Fatti diversi di storia letteraria e civile di Leonardo Sciascia che, sempre in riferimento a Pirandello, denuncia l'abbandono della biblioteca da parte dei cittadini di Agrigento. Sciascia riporta anche un profilo storico della biblioteca, e racconta di come questa sia stata vittima di muffe, crolli e depredazioni, come il presunto furto da parte di un padre redentorista di quasi tutti gli oggetti museali quali monete, gemme, pietre e amuleti.

## Sede
La Biblioteca Lucchesiana è situata in via Duomo 94, tra la chiesa di Sant'Alfonso Maria de' Liguori e il museo diocesano, posto all'interno del palazzo vescovile.

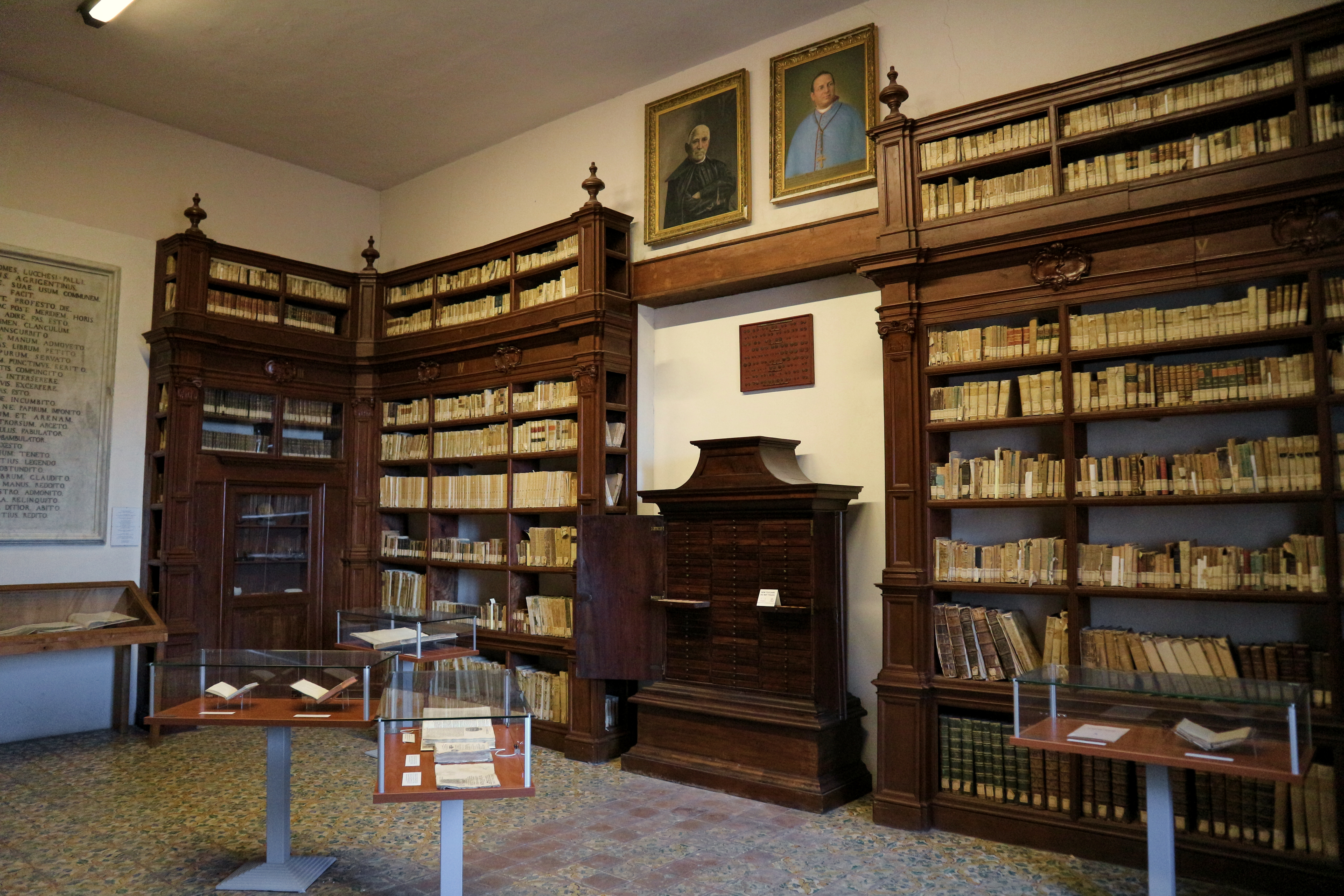
Alcuni scaffali della biblioteca

La biblioteca si articola su tre piani: al piano terra si trovano l'ingresso e un ampio salone, attrezzato per accogliere convegni e per la riproduzione di diapositive e filmati. Tale salone è stato dotato anche di alcune vetrine per esporre temporaneamente elementi del patrimonio. Al primo piano sono presenti altre due sale, con scaffali di legno restaurati dalla Soprintendenza dei Beni Artistici e Storici e la statua di monsignor Lucchesi Palli. Al secondo piano, si trovano altre sale con scaffalatura in metallo e gli uffici.

## Posizione giuridica
Per lungo tempo non fu chiara la posizione giuridica della biblioteca: per essere considerata comunale, infatti, questa sarebbe dovuta essere donata da Andrea Lucchesi Palli direttamente al Comune di Agrigento. Egli, tuttavia, lasciò la biblioteca in eredità al popolo agrigentino, tramite un atto di donazione che fu redatto con grande minuzia e confermato da un notaio pochi giorni prima della morte del vescovo. Inoltre, poiché il patrimonio librario è stato devoluto ai cittadini e non ai religiosi, la biblioteca non può neanche considerarsi una biblioteca privata di proprietà di un ente religioso. La personalità giuridica corretta è invece quella di ente morale autonomo.